# Sembra Llibres
Sembra Llibres és una cooperativa editorial valenciana independent que naix amb la voluntat de sumar experiències i esforços. Creuen en la interrelació entre lectors, autors i editors. Busquen descobrir el talent dels autors joves i adults, amb la pretensió d'augmentar la massa lectora en valencià més enllà del canal del món educatiu. El públic jove i escolaritzat en català al País Valencià és el principal destinatari potencial.
Es presentà el febrer de 2014 a la Societat Coral el Micalet de València. Joan Carles Girbés, editor que ha treballat per a altres editorials, com Edicions Bromera; i Xavi Sarrià, cantant d'Obrint Pas i escriptor, són els dos impulsors i responsables del projecte. En el seu primer mig any d'existència portava publicats cinc llibres. Orientada a la temàtica dels temes d'actualitat, tant d'autors valencians com de reconeguts autors en altres llengües, traduïts al valencià. Té la intenció de publicar una mitjana d'entre huit i deu llibres a l'any.
En molt poc temps, ha aconseguit títols d'una repercussió notable, com ara Totes les cançons parlen de tu, de Xavi Sarrià (deu edicions), No ens calia estudiar tant de Marta Rojals (quatre edicions). El llibre de Sarrià és, després del debut literari amb Històries del Paradís, la primera novel·la del cantant d'Obrint Pas, un recorregut iniciàtic a la València dels anys 1990 a través de referents musicals i socials i Vertigen per Esperança Camps Barber i Empar Marco. El rerefons del tancament de RTVV en clau novel·lada.